# 云登市
云登市（英語：City of Wyndham，又称“温德姆市”）是澳大利亚维多利亚州的一个市级地方政府，创建于1862年。位于墨尔本大都会区的西部。面积辽阔、管辖范围约542平方公里，约为维州首府墨尔本市政厅的15倍，南澳首府阿德萊德市的34倍。
近年来，政府不断加大对墨尔本西部的投资，吸引大量年轻家庭及新移民涌入，使云登市成为澳大利亚发展最快的市之一。为墨尔本大都会区的人口增长做出很大贡献。
云登市包括威蓝町(Williams Landing)、库克角(Point Cook)、图尼纳(Truganina)、塔尼特(Tarneit)、威勒比(Werribee)、霍珀森(Hoppers Crossing)、云登谷(Wyndham Vale)、庄园湖(Manor Lakes)、北莱沃顿（Laverton North）、小河(Little River)等区。

## 历史
云登地区最初于1862年10月6日成为地方政府实体。根据对地方政府立法的修改，于1864年3月7日成为云登郡，并于1909年12月15日更名为威勒比郡。
云登最初的面积为715平方公里，当时主要是农村用地。随着不断的发展，云登逐渐融入到墨尔本的大都会区。 1922年1月6日和1941年2月5日，富克斯克市吞并了两块700公顷的土地。1957年2月20日，威勒比郡的阿尔通纳地区脱离威勒比郡，成立了阿尔通纳郡，并与11年后成为阿尔通纳市。此后，威勒比郡的边界相对稳定。1987年3月20日，威勒比郡被宣布成为威勒比市。

1994年12月15日，在维多利亚州地方政府大规模重组期间，市政府名称重新恢复为云登市，并且其北部的Exford的农村土地划归了梅尔顿郡，莱沃顿自然保护区划归到了东边的霍布森湾市。 

### 中文译名
“云登”的译法最早出现在当地的华人社区社团，考虑到当地居民的接受程度，以及美好的寓意，2017年该市的首位华人市议员安亚伦正式在市议会启用“云登市”的译法。随后“云登市”的中文译法在全澳的中文媒体中被广泛的使用。

## 地理位置
云登市是墨尔本西部的重要交通枢纽。处于墨尔本中央商务区和西南重镇吉朗的中间，是连接墨尔本中央商务区和墨尔本第二个国际机场爱华隆机场（Avalon Airport）的必经之地，也是维州旅游胜地大洋路的必经之地。

## 人口
据2016年澳洲全国统计显示，云登市是澳洲发展最快的地区之一。
根据数据分析公司forecast.id的预测，云登市人口2020年约288,212人。 在2019年超越吉朗(Geelong)，成为维多利亚州人口第二大市，仅次于墨尔本大都会区东南部的卡西市(Casey)。人口预计到2041年增长到512,591人。
人口约为维州首府墨尔本市政厅的1.5倍，南澳首府阿德萊德市的10倍。

下面表中数据来自于澳洲统计局的官方统计：
| 年   | 人口    | 增长率 (%) |
| ---- | ------- | ---------- |
| 1871 | 1,476   |            |
| 1933 | 7,853   |            |
| 1954 | 9,414#  | 19.88      |
| 1958 | 10,520* | 11.75      |
| 1961 | 13,629  | 29.55      |
| 1966 | 18,369  | 34.78      |
| 1971 | 25,116  | 36.73      |
| 1976 | 31,790  | 26.57      |
| 1981 | 40,555  | 27.57      |
| 1986 | 52,458  | 29.35      |
| 1991 | 60,563  | 15.45      |
| 1996 | 73,691  | 21.68      |
| 2001 | 84,861  | 15.16      |
| 2006 | 112,695 | 32.80      |
| 2011 | 161,575 | 43.37      |
| 2016 | 217,122 | 34.38      |
| 2020 | 288,212 | 32.74      |

* 根据1958、1983、1988维多利亚州年鉴估算。

# 不包括阿通纳郡。来源: 1958维多利亚州年鉴。

^ 根据2011澳洲全国统计。

## 经济
2017/18年，按照经济产出来算，云登市排名前十的行业为：制造业、基建施工、运输、邮政和仓储、租赁、招聘和房地产服务、批发贸易、零售业、公共管理与安全、教育培训、医疗保健、行政和支持服务。
云登市的经济中心在哈里森 (Harrison)市政区，其中包括：北莱沃顿(Laverton North)、威蓝町(Williams Landing)、库克角(Point Cook)、图尼纳(Truganina)和一部分的霍珀森(Hoppers Crossing)。
由于靠近墨尔本中央商务区仅约19公里，这里吸引了大量的企业入驻，特别是澳洲主要零售商之一Target Australia将新总部设在了威蓝町(Williams Landing)，以及图尼纳(Truganina)和北莱沃顿(Laverton North)的大型工业区都有澳洲顶级的物流中心入驻。

## 政治
云登市有三个市政区：哈里森 (Harrison)、查菲 (Chaffey)和伊冉莫 (Iramoo)，一共有11位议员。经过维多利亚州选举委员会在2011-2012年作的调查研究，决定将之前的图尼纳 (Truganina)市政区更名为哈里森 (Harrison)市政区。市政区的边界也得到重新的划分。
云登市议会现任市议员列表：
| 市政区            | 议员                                          | 注释                                                                             |
| ----------------- | --------------------------------------------- | -------------------------------------------------------------------------------- |
| 哈里森 (Harrison) | 托尼·胡伯 (Tony Hooper)（页面存档备份，存于） | 艺术、文化、历史遗产部主席；智慧城市部副主席                                     |
| 哈里森 (Harrison) | 安亚伦 (Aaron An)（页面存档备份，存于）       | 智慧城市部主席；经济发展部副主席；学习城市部副主席。维多利亚州西区首位华人议员。 |
| 哈里森 (Harrison) | 因塔支·坎 (Intaj Khan)                        | 未来可负担住房部主席                                                             |
| 哈里森 (Harrison) | 金·麦卡利 (Kim McAliney)                      | 社会治安、安全部主席                                                             |
| 查菲 (Chaffey)    | 约翰·吉本斯 (John Gibbons)                    | 副市长, 旅游与大型活动部主席                                                     |
| 查菲 (Chaffey)    | 沃尔特·维拉冈扎利欧 (Walter Villagonzalo)     | 经济发展部主席；智慧城市部副主席                                                 |
| 查菲 (Chaffey)    | 乔希·吉利根 (Josh Gilligan)                   | 市长, 学习城市部主席, 城市发展/交通部主席                                        |
| 查菲 (Chaffey)    | 亨利·巴洛 (Henry Barlow)                      | 多元文化部主席                                                                   |
| 伊冉莫 (Iramoo)   | 海泽·马库斯 (Heather Marcus)                  | 环境与可持续发展部主席                                                           |
| 伊冉莫 (Iramoo)   | 皮特·梅纳德 (Peter Maynard)                   | 体育发展部主席                                                                   |
| 伊冉莫 (Iramoo)   | 米亚·绍 (Mia Shaw)                            | 家庭友好部主席                                                                   |

## 交通

### 火车
云登市有两条火车线路：墨尔本轨道交通威勒比线(Werribee Line)和维州郊区城际区域铁路(Regional Rail Link)。 
墨尔本轨道交通威勒比线(Werribee Line)包括的火车站有：威蓝町站、霍珀森站、威勒比站。
维州郊区城际城际区域铁路包括的火车站有：云登谷站、塔尼特站。

### 公交车
云登市拥有庞大的公交车运行网络。

## 教育

### 大学教育
- 墨尔本大学兽医学院
- 维多利亚大学

### 中学教育
- 苏珊考瑞精英高中
- 维斯本文法学校

## 体育
云登市有众多的体育、运动俱乐部。澳大利亚职业足球联赛 (A-League)最新的足球俱乐部西部联队就在云登市。

## 旅游景点
- 皇家澳大利亚空军博物馆: 坐落于位于库克角的世界上最古老的一直运行的军用机场内。
- 威勒比公馆庄园
- 威勒比开放式野生动物园
- 维多利亚州玫瑰园

## 友好城市
- 中国江苏省常州市 - 2019
- 日本愛知県知立市 - 2000
- 美国加州科斯塔梅薩 - 1996

## 著名居民
- 阿奇·汤普森 – 澳大利亚著名足球运动员，澳洲国家队著名前锋。他保持着澳大利亚职业足球联赛进球最多的记录。另外，他还是国际比赛中个人单场进球最多的澳洲球员。
- 安東尼·凱利 – 澳洲歌手，2004年《澳洲偶像》亞軍。目前擁有澳洲最高銷售量的單曲《The Prayer》。从小跟父母在库克角长大。